# 莲花卷瓣兰
莲花卷瓣兰（学名：Bulbophyllum hirundinis）为兰科石豆兰属下的一个种。

## 扩展阅读
- 维基共享资源上的相關多媒體資源：莲花卷瓣兰
- 維基物種上的相關：莲花卷瓣兰